# Hans Wulf (Radsportler)
Hans Wulf (* 1949 in Strickherdicke; † 2022) war ein deutscher Radrennfahrer und nationaler Meister im Radsport.

## Sportliche Laufbahn
Wulf war im Straßenradsport aktiv. Er begann im „Fröndenberger Radsportverein RV 31“ mit dem Radsport. 1968 gewann er die Deutschen Bergmeisterschaften der Amateure vor Burkhard Fritzsche. Ein Jahr später wurde er Vize-Meister. 1969 startete er für den PSV Köln. Wenig später zog er sich vom aktiven Radsport zurück und widmete sich seinem Beruf als Werkzeugmacher. Hans Wulf begründete später den Erik-Zabel-Fanclub Fröndenberg.

## Berufliches
Wulf absolvierte eine Ausbildung zum Werkzeugmachermeister und übernahm eine Leitungsfunktion in einer Schwerter Firma.